# Dupnica
Dupnitsa ou Dupnica (búlgaro: Дупница) é uma cidade  da Bulgária localizada no distrito de Kyustendil.
Tal cidade, como a maioria das cidades búlgaras, vem sofrendo com problemas de despovoamento. A cidade já possuiu um grande parque industrial, bem como minas; contudo, com o fechamento da maior parte das empresas, a população reduziu de 57 mil para cerca de 44 mil no final do anos 80, mantendo-se tal número relativamente estável .

## População
| Dupnitsa | Dupnitsa | Dupnitsa | Dupnitsa | Dupnitsa | Dupnitsa | Dupnitsa | Dupnitsa | Dupnitsa | Dupnitsa | Dupnitsa | Dupnitsa | Dupnitsa | Dupnitsa | Dupnitsa | Dupnitsa | Dupnitsa | Dupnitsa | Dupnitsa | Dupnitsa |
| --- | -------- | -------- | -------- | -------- | -------- | -------- | -------- | -------- | -------- | -------- | -------- | -------- | -------- | -------- | -------- | -------- | -------- | -------- | -------- |
| Ano | 1887     | 1910     | 1934     | 1946     | 1956     | 1965     | 1975     | 1985     | 1992     | 2001     | 2002     | 2003     | 2004     | 2005     | 2006     | 2007     | 2008     | 2009     | 2010     |
| População |          |          |          | 19,301   | 25,466   | 35,806   | 41,929   | 42,153   | 41,398   | 38,127   | 38,036   | 37,954   | 37,359   | 37,105   | 36,816   | 36,673   | 36,203   | 36,185   | 36,008   |
| Fontes: Instituto Nacional de Estatísticas, „citypopulation.de“, „pop-stat.mashke.org“, Bulgarian Academy of Sciences |          |          |          |          |          |          |          |          |          |          |          |          |          |          |          |          |          |          |          |